# Descurainia
Genre
Descurainia est un genre de plantes à fleurs de la famille des Brassicacées.

## Liste d'espèces
Selon BioLib (14 février 2022) :
- Descurainia artemisioides Svent.
- Descurainia bartschii O. E. Schulz
- Descurainia bourgeauana (E. Fourn.) O. E. Schulz
- Descurainia californica (Gray) O.E. Schulz
- Descurainia gilva Svent.
- Descurainia gonzalesii Svent.
- Descurainia incana (Bernh. ex Fisch. & C.A. Mey.) Dorn
- Descurainia kochii (Asch.) O. E. Schulz
- Descurainia lemsii Bramwell
- Descurainia millefolia (Jacq.) Webb & Berthel.
- Descurainia obtusa (Greene) O.E. Schulz
- Descurainia paradisa (A. Nels. & Kennedy) O.E. Schulz
- Descurainia pinnata (Walt.) Britt.
- Descurainia preauxiana (Webb) O. E. Schulz
- Descurainia ramosissima Rollins
- Descurainia sophia (L.) Prantl
- Descurainia sophioides (Fisch. ex Hook.) O.E. Schulz

Selon ITIS (14 février 2022) :
- Descurainia adenophora (Wooton & Standl.) O.E. Schulz
- Descurainia brevisiliqua (Detling) Al-Shehbaz & Goodson
- Descurainia californica (A. Gray) O.E. Schulz
- Descurainia incana (Bernh. ex Fisch. & C.A. Mey.) Dorn
- Descurainia incisa (Engelm. ex A. Gray) Britton
- Descurainia kenheilii Al-Shehbaz
- Descurainia longepedicellata (E. Fourn.) O.E. Schulz
- Descurainia nelsonii (Rydb.) Al-Shehbaz & Goodson
- Descurainia obtusa (Greene) O.E. Schulz
- Descurainia paradisa (A. Nelson & P.B. Kenn.) O.E. Schulz
- Descurainia pinnata (Walter) Britton
- Descurainia sophia (L.) Webb ex Prantl
- Descurainia sophioides (Fisch. ex Hook.) O.E. Schulz
- Descurainia torulosa Rollins

Selon NCBI (14 février 2022) :
- Descurainia adenophora (Wooton & Standley) O.E.Schulz
- Descurainia antarctica (E.Fourn.) O.E.Schulz
- Descurainia appendiculata (Griseb.) O.E.Schulz
- Descurainia argentina O.E.Schulz
- Descurainia artemisioides Svent.
- Descurainia athrocarpa (A.Gray) O.E.Schulz
- Descurainia bourgeauana (E.Fourn.) O.E.Schulz
- Descurainia brevisiliqua (Detling) Al-Shehbaz & Goodson
- Descurainia californica (A.Gray) O.E.Schulz
- Descurainia cumingiana (Fisch. & C.A.Mey.) Prantl
- Descurainia depressa (Phil.) Prantl
- Descurainia erodiifolia (Phil.) Reiche
- Descurainia gilva Svent.
- Descurainia glaucescens (Phil.) Reiche
- Descurainia gonzalezii Svent.
- Descurainia heterotricha Speg.
- Descurainia impatiens O.E.Schulz
- Descurainia incana (Bernh. ex Fisch. & C.A.Mey.) Dorn
- Descurainia incisa (Engelm. ex A.Gray) Britton
- Descurainia kochii (Petri) O.E.Schulz
- Descurainia lemsii Bramwell
- Descurainia leptoclada Muschl.
- Descurainia longipedicellata Descurainia incisa subsp. filipes (A.Gray) Rollins
- Descurainia millefolia (Jacq.) Webb & Berth.
- Descurainia myriophylla (Willd. ex DC.) R.E.Fr.
- Descurainia nelsonii Descurainia pinnata subsp. nelsonii (Rydb.) Detling
- Descurainia obtusa (Greene) O.E.Schulz
- Descurainia paradisa (A.Nelson & P.B.Kenn.) O.E.Schulz
- Descurainia pimpinellifolia (Barneoud) O.E.Schulz
- Descurainia pinnata (Walter) Britton
- Descurainia preauxiana (Webb) O.E.Schulz
- Descurainia sophia (L.) Webb ex Prantl
- Descurainia sophioides (Fisch. ex Hook.) O.E.Schulz
- Descurainia streptocarpa (E.Fourn.) O.E.Schulz
- Descurainia stricta Reiche
- Descurainia tanacetifolia (L.) Prantl
- Descurainia torulosa Rollins
- Descurainia virletii O.E.Schulz

Selon The Plant List (14 février 2022) :
- Descurainia adpressa Boelcke
- Descurainia altoandina Romanczuk
- Descurainia antarctica (E.Fourn.) O.E.Schulz
- Descurainia appendiculata (Griseb.) O.E.Schulz
- Descurainia argentea O.E.Schulz
- Descurainia argentina O.E.Schulz
- Descurainia artemisioides Svent.
- Descurainia athrocarpa (A.Gray) O.E.Schulz
- Descurainia bourgaeana (E.Fourn.) Webb ex O.E.Schulz
- Descurainia bourgeauana (E. Fourn.) O.E. Schulz
- Descurainia brevifructa Boelcke ex J.B.Martínez
- Descurainia californica (A.Gray) O.E.Schulz
- Descurainia cumingiana (Fisch. & C.A.Mey.) Prantl
- Descurainia depressa (Phil.) Reiche
- Descurainia erodiifolia (Phil.) Reiche
- Descurainia gilva Svent.
- Descurainia gonzalezii Svent.
- Descurainia hartwegiana (E.Fourn.) Britton
- Descurainia heterotricha Speg.
- Descurainia impatiens (Cham. & Schltdl.) O.E.Schulz
- Descurainia incana (Bernh. ex Fisch. & C.A.Mey.) Dorn
- Descurainia kenheilii Al-Shehbaz
- Descurainia kochii (Asch.) O.E.Schulz
- Descurainia lasisiliqua O.E.Schulz
- Descurainia lemsii Bramwell
- Descurainia leptoclada Muschl.
- Descurainia longepedicellata (E. Fourn.) O.E. Schulz
- Descurainia millefolia (Jacq.) Webb & Berthel.
- Descurainia myriophylla (Willd.) R.E.Fr.
- Descurainia nana Romanczuk
- Descurainia nuttallii (Colla) O.E.Schulz
- Descurainia obtusa (Greene) O.E.Schulz
- Descurainia paradisa (A.Nelson & P.B.Kenn.) O.E.Schulz
- Descurainia perkinsiana Muschl.
- Descurainia pimpinellifolia (Barnéoud) O.E.Schulz
- Descurainia pinnata (Walter) Britton
- Descurainia preauxiana (Webb) Webb ex O.E.Schulz
- Descurainia ramosissima Rollins
- Descurainia sophia (L.) Webb ex Prantl
- Descurainia sophioides (Fisch. ex Hook.) O.E.Schulz
- Descurainia streptocarpa (E.Fourn.) O.E.Schulz
- Descurainia stricta (Phil.) Reiche
- Descurainia titicacensis (Walp.) Lillo ex Hauman & Irigoyen
- Descurainia torulosa Rollins
- Descurainia verlettii O.E. Schulz
- Descurainia virletii (E.Fourn.) O.E.Schulz

Selon Tropicos (14 février 2022) (Attention liste brute contenant possiblement des synonymes) :
- Descurainia adenophora (Wooton & Standl.) O.E. Schulz
- Descurainia adpressa Boelcke
- Descurainia altoandina Romanczuk
- Descurainia andrenarum (Cockerell) Cory
- Descurainia antarctica (E. Fourn.) O.E. Schulz
- Descurainia appendiculata (Griseb.) O.E. Schulz
- Descurainia argentea O.E. Schulz
- Descurainia argentina O.E. Schulz
- Descurainia artemisioides Svent.
- Descurainia athrocarpa (A. Gray) O.E. Schulz
- Descurainia bartschii O.E. Schulz
- Descurainia boryi Des Moul.
- Descurainia bourgaeana (E. Fourn.) Webb
- Descurainia bourgeauana (E. Fourn.) O.E. Schulz
- Descurainia brachycarpa (Phil.) Prantl ex Reiche
- Descurainia brevifructa Boelcke ex Mart.-Laborde
- Descurainia brevisiliqua (Detling) Al-Shehbaz & Goodson
- Descurainia browniae R.P. McNeill
- Descurainia californica (A. Gray) O.E. Schulz
- Descurainia canescens (Nutt.) Prantl
- Descurainia canoensis Al-Shehbaz
- Descurainia chubutica O.E. Schulz
- Descurainia cleefii Al-Shehbaz
- Descurainia cumingiana (Fisch. & E. Mey.) Prantl
- Descurainia depressa (Phil.) Prantl ex Reiche
- Descurainia deserticola (Speg.) Speg.
- Descurainia diversifolia O.E. Schulz
- Descurainia erodiifolia (Phil.) Prantl ex Reiche
- Descurainia gilgiana Muschl.
- Descurainia gilva Svent.
- Descurainia glabrescens (Speg.) Speg.
- Descurainia glandulifera (Speg.) Gilg & Muschl.
- Descurainia glaucescens (Phil.) Reiche
- Descurainia gonzalezi Svent.
- Descurainia gonzalezii Svent.
- Descurainia halictorum (Cockerell) O.E. Schulz
- Descurainia hartwegiana Britton
- Descurainia heterotricha Speg.
- Descurainia impatiens (Schltdl. & Cham.) O.E. Schulz
- Descurainia incana (Bernh. ex Fisch. & C.A. Mey.) Dorn
- Descurainia incisa (Engelm. ex A. Gray) Britton
- Descurainia intermedia (Rydb.) Daniels
- Descurainia irio (L.) Webb & Berthel.
- Descurainia kenheilii Al-Shehbaz
- Descurainia kochii O.E. Schulz
- Descurainia lasisiliqua O.E. Schulz
- Descurainia latisiliqua Muschl. ex O.E. Schulz
- Descurainia lemsii Bramwell
- Descurainia leptoclada Muschl.
- Descurainia longepedicellata (E. Fourn.) O.E. Schulz
- Descurainia longipedicellata O.E. Schulz
- Descurainia macbridei O.E. Schulz
- Descurainia macrorrhiza Muschl. ex O.E. Schulz
- Descurainia magna (Rydb.) F.C. Gates
- Descurainia menziesii (DC.) O.E. Schulz
- Descurainia millefolia Webb & Berthel.
- Descurainia minutiflora (Phil.) Reiche
- Descurainia multifida (Pursh ex Pursh) O.E. Schulz
- Descurainia multifoliata Cory
- Descurainia myriophylla (Willd. ex DC.) R.E. Fr.
- Descurainia nana Romanczuk
- Descurainia nelsonii (Rydb.) Al-Shehbaz & Goodson
- Descurainia nubescens (Phil.) Reiche
- Descurainia nuttallii (Colla) O.E. Schulz
- Descurainia obtusa (Greene) O.E. Schulz
- Descurainia paradisa (A. Nelson & P.B. Kenn.) O.E. Schulz
- Descurainia perkinsiana Muschl.
- Descurainia peyrousiana Des Moul.
- Descurainia pflanzii Muschl.
- Descurainia pimpinellifolia (Barnéoud) O.E. Schulz
- Descurainia pinnata (Walter) Britton
- Descurainia pinnatifida (Lam.) Webb
- Descurainia preauxiana O.E. Schulz
- Descurainia pulcherrima Muschl.
- Descurainia ramosissima Rollins
- Descurainia rubescens (Phil.) Reiche
- Descurainia rydbergii O.E. Schulz
- Descurainia sagittata (Hook. & Arn.) Gilg & Muschl.
- Descurainia serrata (Greene) O.E. Schulz
- Descurainia sophia (L.) Webb ex Prantl
- Descurainia sophioides (Fisch. ex Hook.) O.E. Schulz
- Descurainia streptocarpa (E. Fourn.) O.E. Schulz
- Descurainia stricta (Phil.) Prantl ex Reiche
- Descurainia subscandens (Speg.) Gilg & Muschl.
- Descurainia tanacetifolia (L.) Prantl
- Descurainia tenuissima (Phil.) Speg.
- Descurainia titicacensis (Walp.) Lillo
- Descurainia torulosa Rollins
- Descurainia urbaniana Muschl.
- Descurainia verletii E. Fourn.
- Descurainia verlettii O.E. Schulz
- Descurainia virletii (E. Fourn.) O.E. Schulz